# Cyrtosia injii
Cyrtosia injii is een vliegensoort uit de familie van de Mythicomyiidae. De wetenschappelijke naam van de soort is voor het eerst geldig gepubliceerd in 1945 door Efflatoun.